# Faune du Tchad
Faune sauvage du Tchad.

## Mammifères
- Addax - Addax nasomaculatus

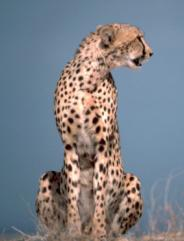
Guépard

- Bubale major - Alcelaphus buselaphus major

- Bubale de Lelwel - Alcelaphus buselaphus Lelwel

- Éléphant d'Afrique - Loxodonta africana

localisation : Parc national de Zakouma
- Genette fossane - Genetta fossa fossa

- Gazelle Dorcade - Gazella dorcas

- Gazelle rufifrons - Gazella rufifrons

- Girafe - Giraffa camelopardalis

- Grand koudou - Tragelaphus strepsiceros

- Guépard - Acinonyx jubatus

localisation : Parc national de Zakouma
- Hippopotame - Hippopotamus amphibius, Hippopotamus amphibius tschadensis

- Lamantin d'Afrique - Trichechus senegalensis

localisation : Lacs de Léré et de Tréné (Mayo-Kebbi Ouest)
- Lion d'Afrique - Panthera leo leo

- Loutre à cou tacheté - Lutra maculicollis

localisation : Lac Tchad
- Mouflon à manchettes - Ammotragus lervia

- Oréotrague - Oretragus oretragus

- Oryctérope - Orycteropus afer

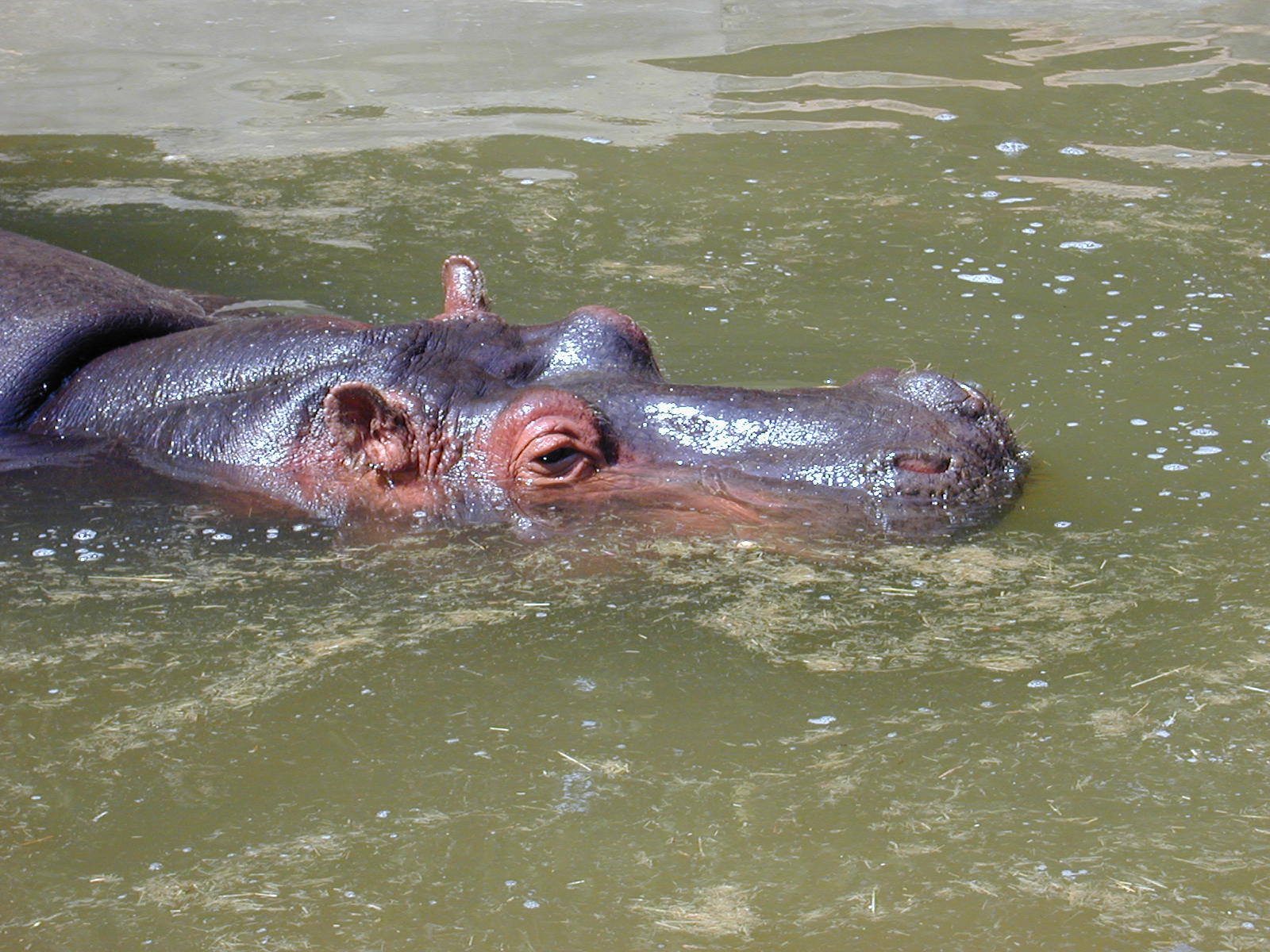
Hippopotame

- Oryx algazelle - Oryx gazella dammah

- Pangolin de Temminck - Manis temminckii

- Pangolin géant - Manis gigantea

- Phacochère - Phacochoerus africanus

- Porc-épic à crête - Hystrix cristata

- Rhinocéros noir - Diceros bicornis disparu de Zakouma vers 1974

- Sitatunga - Tragelaphus spekei

- Taphien de Hamilton - Taphozous hamiltoni

## Oiseaux
- Aigle criard - Aquila clanga

- Autruche - Struthio camelus

- Faucon à cou roux - Falco chicquera

- Faucon crécerellette - Falco naumanni

- Flamant nain - Phoenicopterus minor

- Fuligule nyroca - Aythya nyroca

- Marmaronette marbrée - Marmaronetta angustirostris

- Moineau doré - Passer luteus (il a été observé dans le Tibesti, nord de son aire de répartition)

- Outarde de Nubie - Neotis nuba

- Prinia aquatique - Prinia fluviatilis

- Râle des genêts - Crex crex

## Poissons
- Alestes baremoze

- Gymmarcus niloticus

- Hepsetus odoe

- Hydroncyon leneatus

- Polypterus bichir bichir

- Polypterus endlicheri

- Protopterus annectens annectens

## Reptiles

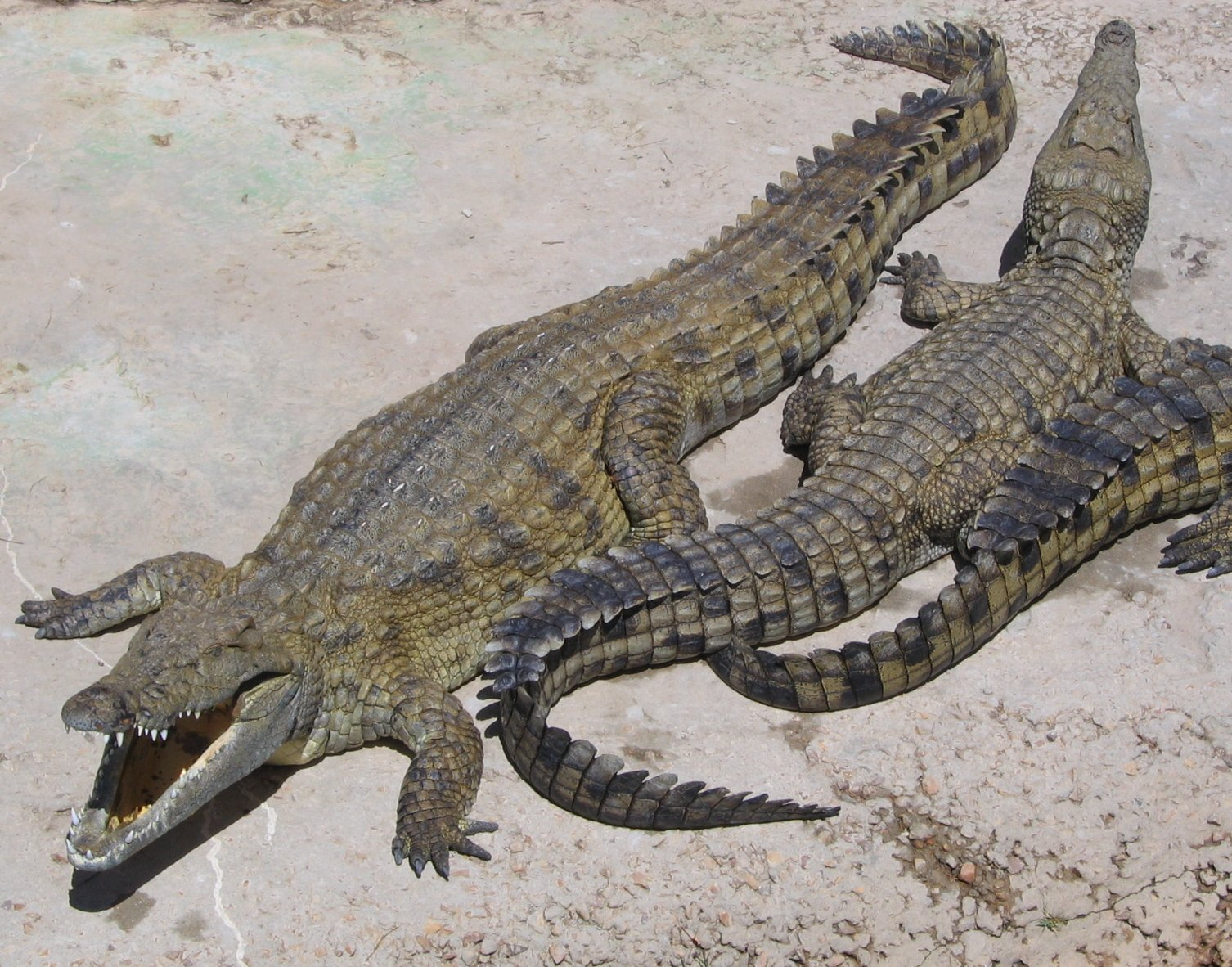
Crocodile du Nil

- Crocodile du Nil - Crocodilus niloticus
- Python sebae - Python sebae
- Tortue sillonnée - Geochelone sulcata
- Tortue Cyclanorbis elegans
- Tortue Cyclanorbis senegalensis
- Varan du désert - Varanus griseus
- Varan du Nil - Varanus niloticus

## Mollusques
- Biomphalaria tchadiensis

## Insectes et arachnides

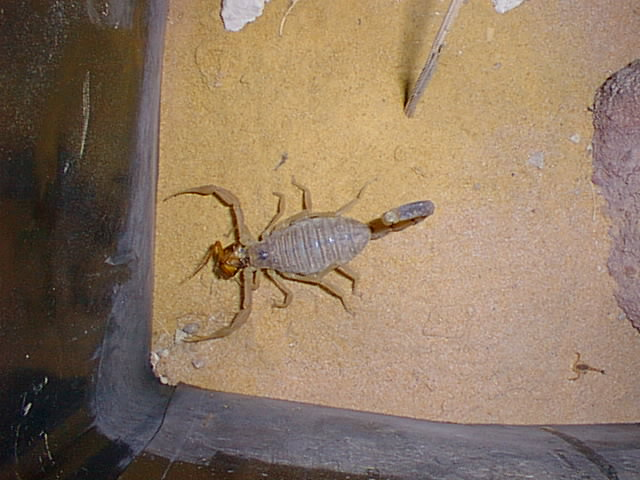
Nord Tchad - scorpion

- Nord Tchad - scorpionScorpion - Pandinurus sudanicus